# Deirdre

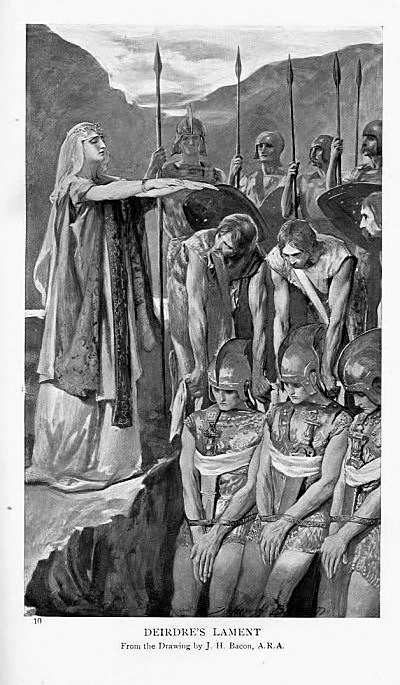
"Deirdre's Lament", målning av J.H. Bacon, cirka 1905.

Deirdre är en tragisk hjältinna i Irlands keltiska mytologi. Hennes öde var att vålla besvär för sitt folk i Ulster, i synnerhet för männen.
Deirdre var dotter till Fedlimid mac Daill, en poet. När hon föddes förutspådde druiden Cathbad att hon skulle bli mycket vacker, men kungar skulle gå ut i krig för hennes skull. För att undvika detta bestämde Conchobar mac Nessa, kungen av Ulster, att hon skulle bli uppfostrad och omhändertagen av Leabharcham, en gammal kvinna, och sedan gifta sig med honom när hon blivit gammal nog. När Deirdre nästan blivit tillräckligt stor för att gifta sig mötte hon Naoise som var en snygg, ung man, och de blev förälskade i varandra. De flydde till Skottland tillsammans med Naoises två bröder. Men vart de än kom ville kungarna åt dem och döda Naoise och hans två bröder, så att de skulle kunna få Deirdre, för hon var nu otroligt vacker. Slutligen stannade de på en avlägsen ö, där Conchobar spårade upp dem.
Han skickade Fergus mac Róich till dem för att leda hem dem säkert, men på vägen tillbaka till Email Macha lade sig Fergus i bakhåll, tvingad av sig själv att erbjuda sin gästvänlighet.